# Эре де Корни, Эммануэль
Леопольд Эммануэль Эре де Корни (фр. Léopold Emmanuel Héré de Corny; 12 октября 1705, Нанси — 2 февраля 1763, Люневиль) — архитектор французского неоклассицизма, работавший при дворе герцога Лотарингского Станислава Лещинского. Ученик Жермена Бофрана. В то время как в Париже эпохи Людовика XV безраздельно господствовал стиль рококо, в Нанси этот архитектор создал архитектурные ансамбли в новом тогда неоклассическом стиле.
В 1983 году ансамбль центральных площадей города Нанси, созданный архитектором, включён ЮНЕСКО в список всемирного культурного наследия.

## Биография
Эре де Корни — уроженец города Нанси, столицы Лотарингии (в то время в составе Священной Римской империи). Первые шаги в архитектуре сделал благодаря отцу Полю Эре (? — 1733), контролёру строительных работ при дворе герцога Леопольда I, который помог сыну стать помощником архитектора Жермена Бофрана, главного строителя герцога Леопольда.
В 1737 году герцогом Лотарингии стал экс-король Польши Станислав Лещинский. Во время строительства шато в Люневиле он заметил Эре де Корни и в 1738 году (или в 1740-м) сделал его главным архитектором герцогства. Эре де Корни строил по воле бывшего короля Польши парковые павильоны, завершил и украсил постройки Бофрана в Люневиле: капеллу замка, церковь Сен-Жак, капеллу кармелитов.
Завершив приготовления, необходимые для приспособления замка Люневиль к требованиям жизни Станислава, архитектор приступил к реализации масштабных проектов короля-строителя города Нанси. В лице Эре де Корни герцог, покровительствовавший людям науки, литературы и искусства, нашёл достойного исполнителя своих архитектурных замыслов.
В 1751—1763 годах Эре де Корни создал архитектурный ансамбль Трёх площадей, вокруг которого в XVIII веке строился город Нанси. Aнсамбль объединил старый средневековый город с новым через главную Площадь Станислава, работа над которой проходила с 1751 по 1755 годы. Площадь с бронзовым памятником Людовику XV в центре была образована перед Городским дворцом (Hôtel de Ville). Она имеет план в виде квадрата, по периметру которого располагаются роскошные особняки. Площадь украшают изящно-лёгкие золочёные решетки, фонтаны и фонари — выдающиеся памятники художественного литья мастерской Жана Ламура.
На противоположной стороне площади находится Триумфальная арка, воспроизводящая формы античной арки Септимия Севера в Риме. Через арку можно попасть на соседнюю Плас-де-ла-Карьер. Завершает ансамбль Плас-д’Альянс.
Пространство Плас-де-ла-Карьер (фр. Place de la Carrière — Площадь ристалища), где в средневековье проводили рыцарские турниры, архитектор замкнул полукруглой аркадой, превратившей площадь в подобие курдонёра, служащей одновременно переходной галереей на уровне второго этажа окружающих площадь построек. Эта остроумная архитектурная композиция следует традиционному стилю французского классицизма XVII века с элементами барокко. В то же время детали, прежде всего рисунок кованых оград и ворот работы Жана Ламура, демонстрируют элементы стиля рококо. Однако, придавая ансамблю большой размах, Эре де Корни строго ограничивает пространство, «не позволяя ему слиться в полной мере с широкими магистралями городских улиц… Площади замкнуты со всех сторон, и случайные просветы улиц или открытых колоннад не нарушают этой изоляции».
По своим наброскам, планам и чертежам Эммануэль Эре де Корни подготовил собрание гравюр, которое было издано в Париже в 1753 году. Альбом «Plans et Elevations de la Place Royale de Nancy et des autres Edifices qui 1’environnent batie par les Ordres du Roy de Pologne» состоит из двух частей с приложением (первая часть полностью посвящена Королевской площади) и в него входят 63 гравюры. Рисунки архитектора собраны Жаном-Шарлем Франсуа.
За заслуги Леопольд Эммануэль был награждён Станиславом Лещинским титулом барона де Корни. Архитектор скончался 2 февраля 1763 года в Люневиле. Некоторые сооружения, в частности отделочные работы, завершил архитектор Ришар Мик.

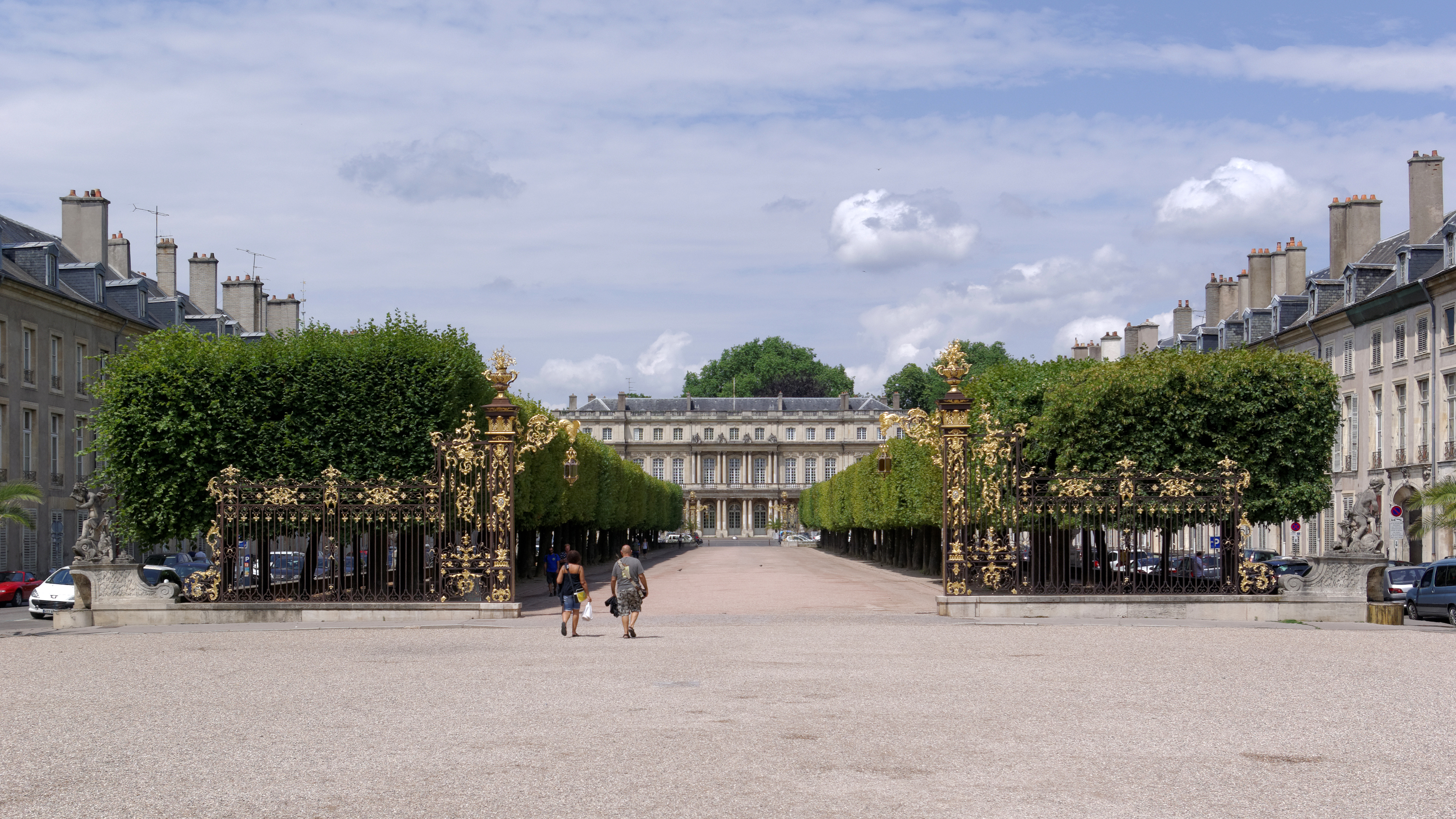
Плас-де-ла-Карьер, Нанси
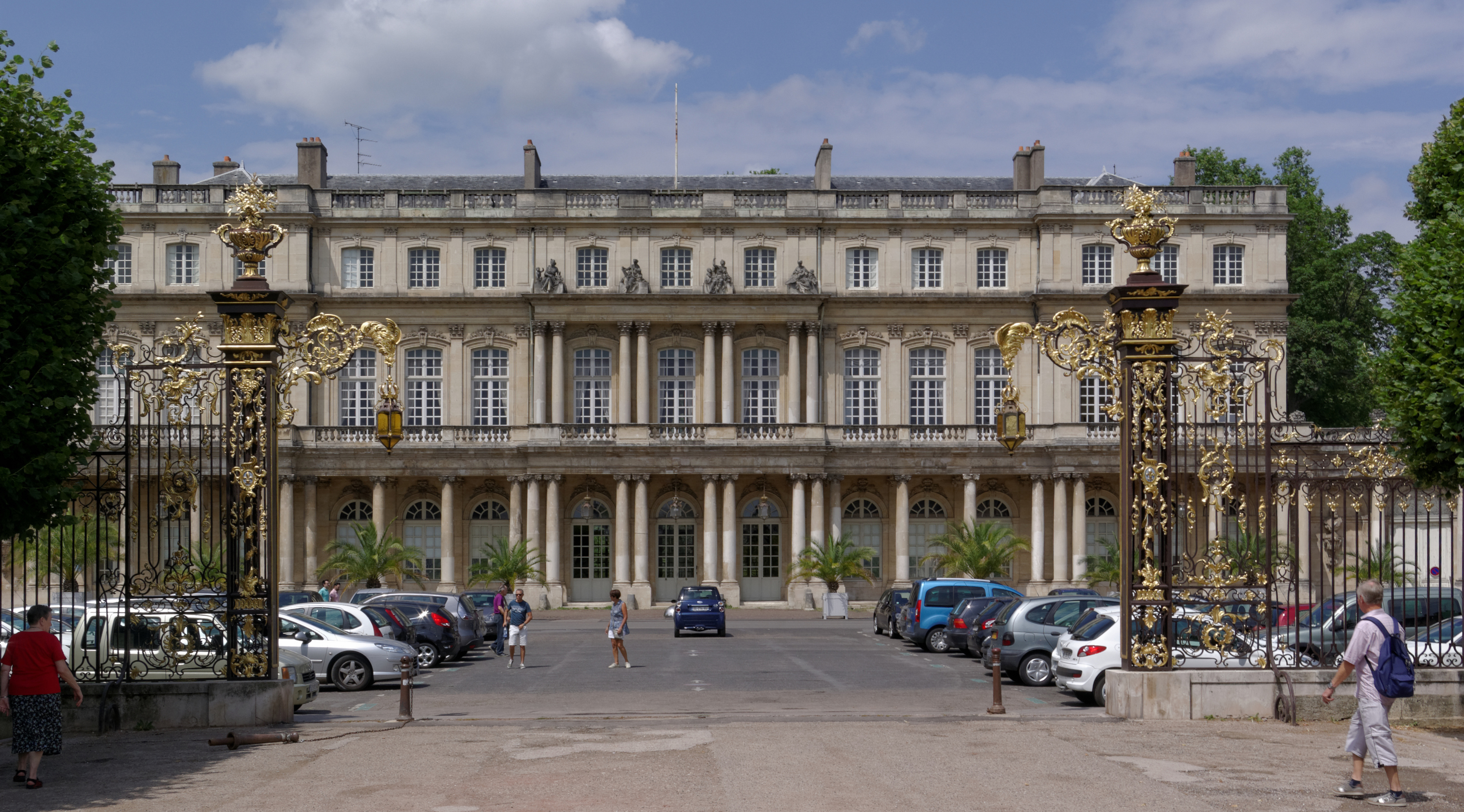
Плас-де-ла-Карьер и Дворец губернатора со стороны Триумфальной арки и Плас-Станислас
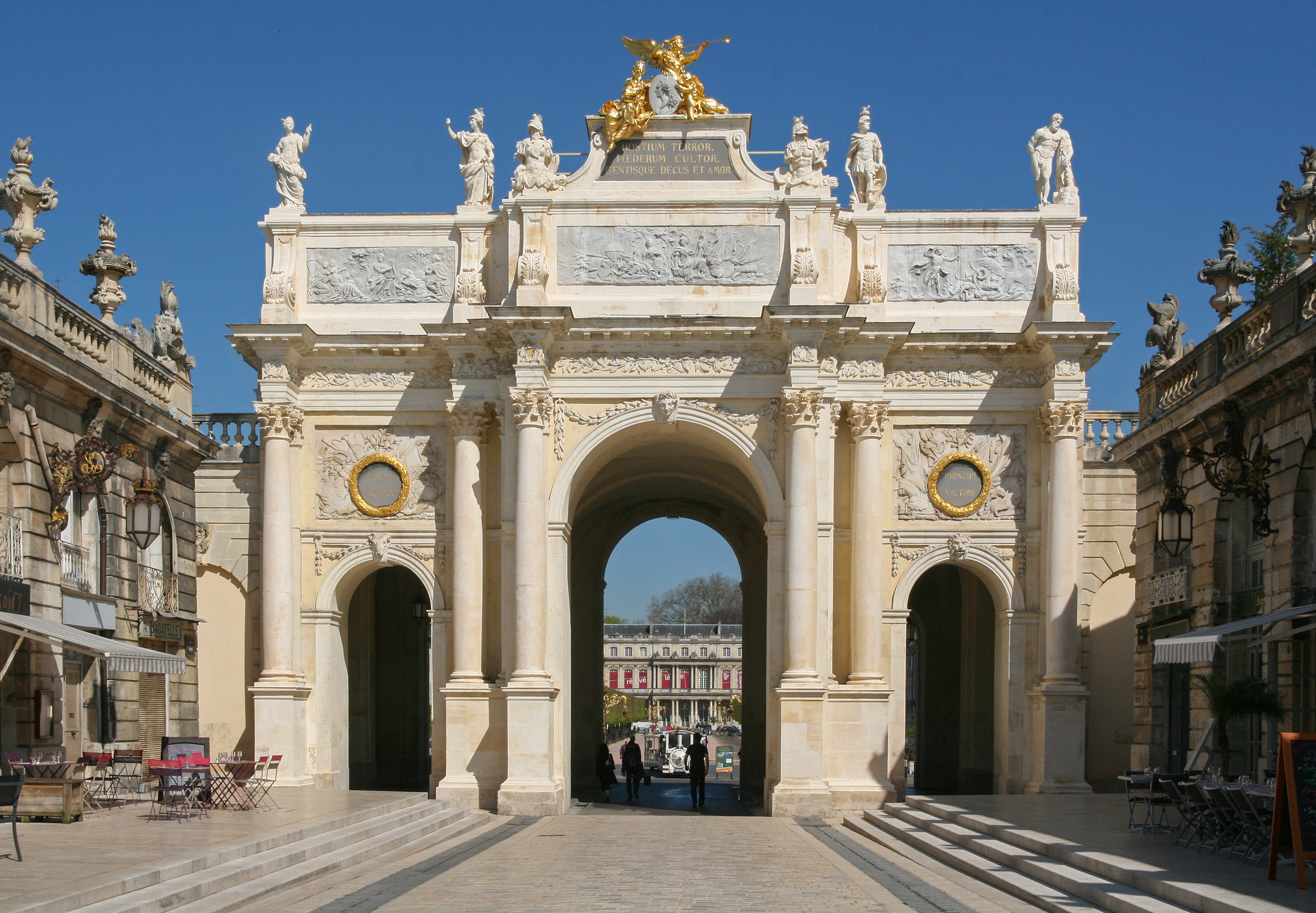
Триумфальная арка со стороны Плас-Станислас
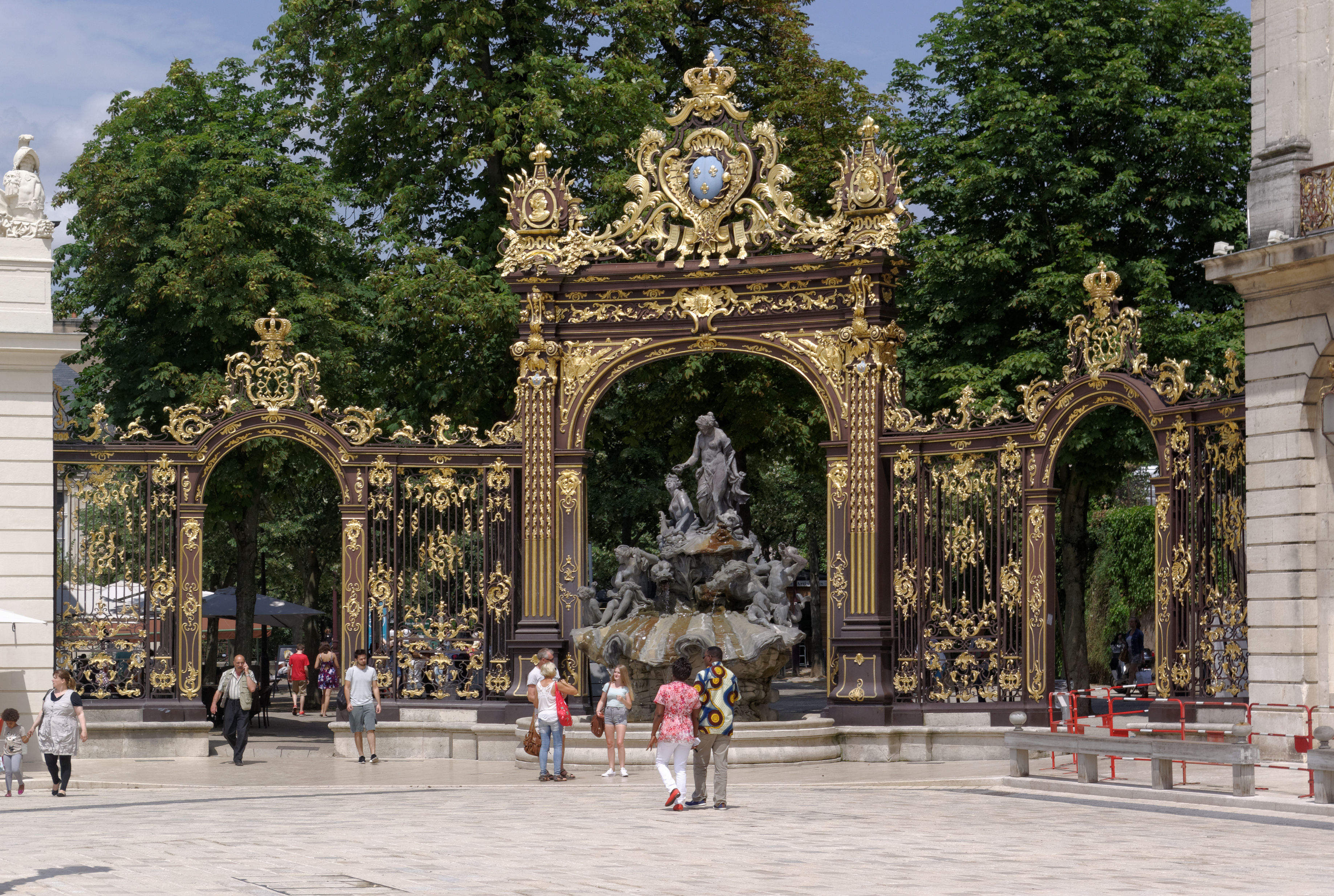
Фонтан Нептуна на площади Станислава
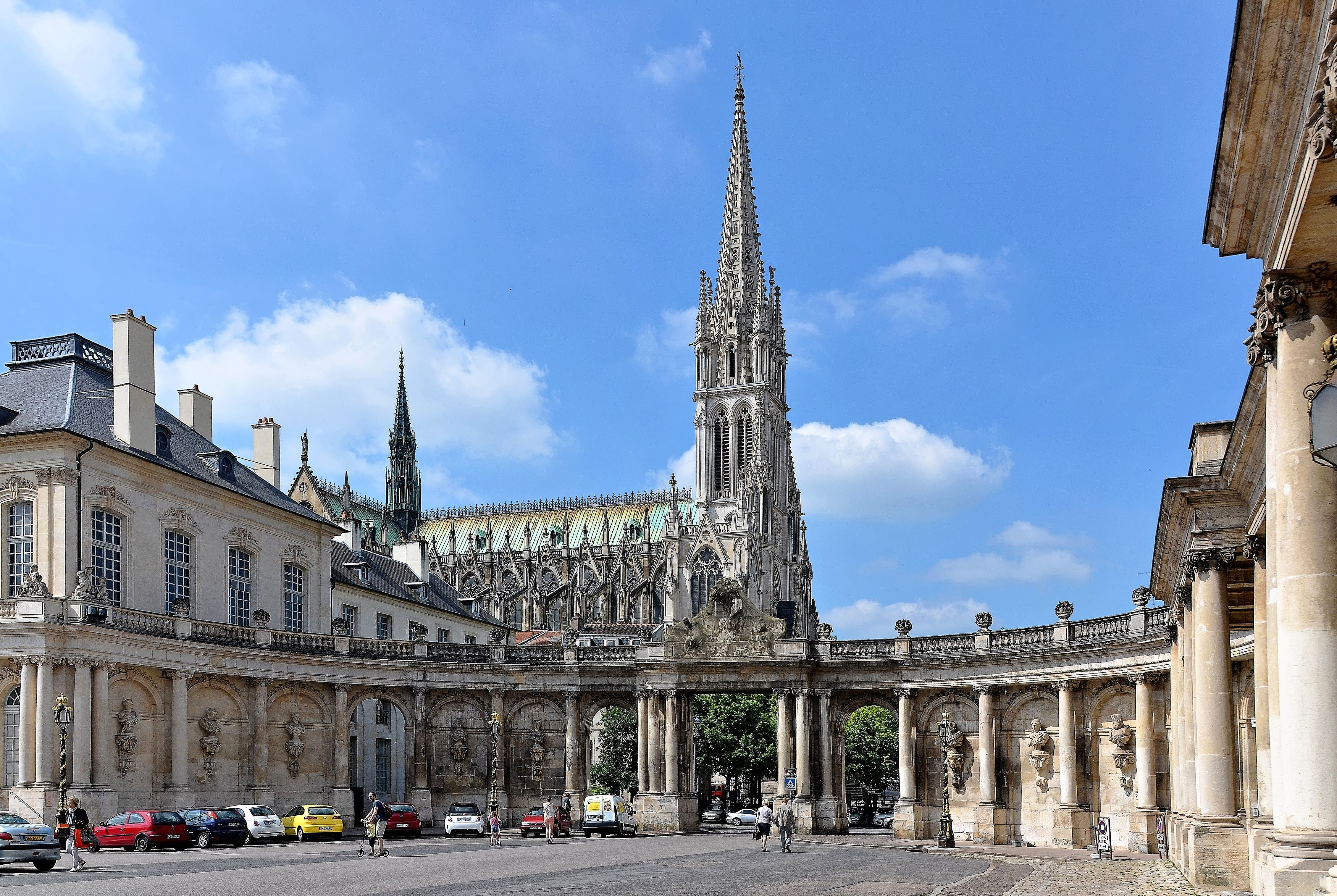
Колоннада Плас-де-ла-Карьер

## Основные постройки
Помимо ансамбля центральных площадей города Нанси по проектам Эре де Корни построены:
- Церковь Нотр-Дам-де-Бон-Секур (фр.), построенная в период с 1738 по 1741 годы[8] в Нанси.
- Дом королевских миссионеров (фр. hôtel des Missions Royales), построенный для иезуитов между 1741 и 1743 годами.
- Больница Сен-Жульен (фр. hôpital Saint-Julien)
- Шато Мальгранж. 1743
- Шато Базей (фр. Château de Bazeilles) в Базее (департамент Арденны), законченное в 1750 году.